# Stora Bredgrund (Brändö, Åland)
Stora Bredgrund är en ö i Åland (Finland). Den ligger i Skärgårdshavet och i kommunen Brändö i landskapet Åland, i den sydvästra delen av landet. Ön ligger omkring 57 kilometer öster om Mariehamn och omkring 220 kilometer väster om Helsingfors.
Öns area är 6,2 hektar och dess största längd är 440 meter i sydöst-nordvästlig riktning. Ön höjer sig omkring 5 meter över havsytan.Stora Bredgrund är naturskyddsområde.